# Justicia nepalensis
Justicia nepalensis är en akantusväxtart som beskrevs av V.A.W. Graham. Justicia nepalensis ingår i släktet Justicia och familjen akantusväxter. Inga underarter finns listade i Catalogue of Life.